# Kūreh-ye Pā'īn
Kūreh-ye Pā'īn (persiska: كورِۀ پائين, کوره پائین, Kūreh-ye Soflá) är en ort i Iran.   Den ligger i provinsen Västazarbaijan, i den nordvästra delen av landet, 600 km väster om huvudstaden Teheran. Kūreh-ye Pā'īn ligger 1 576 meter över havet och antalet invånare är 318.
Terrängen runt Kūreh-ye Pā'īn är huvudsakligen kuperad, men österut är den bergig. Runt Kūreh-ye Pā'īn är det ganska tätbefolkat, med 185 invånare per kvadratkilometer. Närmaste större samhälle är Nūshīn Shar, 17,6 km sydost om Kūreh-ye Pā'īn. Trakten runt Kūreh-ye Pā'īn består i huvudsak av gräsmarker.